# Hype: The Time Quest
Hype: The Time Quest ist ein von Ubisoft entwickeltes Action-Adventure, das in einer mittelalterlichen Umgebung spielt. Die Figuren im Spiel sind wie Playmobil-Figuren gestaltet.

## Geschichte
Die Story des Spiels, welche von Playmobil-Einflüssen geprägt ist, ist sehr abwechslungsreich.
Hype, ein junger Ritter im Dienste des Königs Taskan IV, bekommt auf einer Feier zur Beendigung des Bürgerkrieges in der Stadt Torras das sagenumwobene Schwert des Friedens verliehen. Doch plötzlich taucht ein schwarzer Ritter auf und verlangt, man solle ihm den Thron des Königs überlassen.
Hype tritt tapfer vor und stellt sich schützend vor seinen König, doch der schwarze Ritter ist zu stark und er verwandelt Hype in eine Statue. Als ob das nicht reicht, schickt er ihn 200 Jahre zurück in die Vergangenheit. Hype findet sich in Gustus Herrenhaus wieder, wo er von Gustus mithilfe von Magie aus seiner Starre befreit werden kann. Er scheint lange Zeit als Statue verbracht zu haben, da Gustus schon längere Zeit versuchte, ihn zu erlösen. Nun muss Hype durch die Zeit reisen, um am Ende in seine Ära zurückzukehren und den schwarzen Ritter zu besiegen. Für jede der drei weiteren Epochen benötigt er ein Juwel, welches ihm erlaubt eine Epoche weiterzuspringen und ihm gleichzeitig mehr Stärke verleiht.

## Aufbau
Die Handlung erstreckt sich über vier verschiedene Epochen.
Hype besitzt folgende Waffen: ein magisches Schwert, einen Schild und eine Armbrust, mit der er verschiedene Arten von Bolzen verschießen kann. Zudem kann Hype im weiteren Spielverlauf sämtliche Varianten von Feuer-, Eis- und Blitz-Zaubern finden.
Lebensenergie und das zum Zaubern benötigte Mana kann Hype durch Tränke und Kräuter auffrischen.
Seine Rüstung kann Hype beim Schmied und auf dafür vorgesehenen Reparatur-Feldern erneuern. Im weiteren Spielverlauf findet Hype eine neue Rüstung, die ihn stärker macht.
Um in der Zeit reisen zu können, muss Hype für jede weitere Ära ein Juwel finden. Sobald er alle vier Juwelen besitzt, fängt sein Schwert an zu leuchten.